# NGC 5255
NGC 5255 је спирална галаксија у сазвежђу Велики медвед која се налази на NGC листи објеката дубоког неба.
Деклинација објекта је + 57° 6' 35" а ректасцензија 13h 37m 17,9s. Привидна величина (магнитуда) објекта NGC 5255 износи 14,5 а фотографска магнитуда 15,4. NGC 5255 је још познат и под ознакама MCG 10-19-98, CGCG 294-51, PGC 48124.